# Cotton Bowl Classic 2025 (janvier)
Match précédent Match suivant
Le Cotton Bowl Classic 2025 (janvier) est un match de football américain de niveau universitaire joué après la saison régulière de 2024, le 10 janvier 2025, au AT&T Stadium d'Arlington au Texas.
Il s'agit de la 89e édition du Cotton Bowl Classic.
Il met en présence les vainqueurs du Rose Bowl 2025, les Buckeyes d'Ohio State issus de la Big Ten Conference (B10), aux vainqueurs du Peach Bowl 2025, les Longhorns du Texas issus de la Southeastern Conference (SEC).
Le match constitue une des demi-finales du College Football Playoff. Son vainqueur affronte ensuite le vainqueur du Orange Bowl 2025 à l'occasion du College Football Championship Game 2025 qui se tient le 20 janvier 2025 au Mercedes-Benz Stadium d'Atlanta en Géorgie.
Programmée vers 18 h 30 locales, la rencontre est retransmise en télévision sur ESPN.
Sponsorisé par la société Goodyear Tire and Rubber Company, le match est officiellement dénommé le Goodyear Cotton Bowl Classic 2025.
Ohio State remporte le match 28 à 14 et se qualifie pour le College Football Championship Game 2025 qui se déroule le 20 janvier 2025 au Mercedes-Benz Stadium d'Atlanta en Géorgie contre le Fighting Irish de Notre Dame, vainqueur de l'Orange Bowl 2025.

## Équipes
Le mach met en présence deux vainqueurs des quarts de finales du College Football Playoff. Le gagnant de la rencontre se qualifie pour le College Football Championship Game 2025.
| Équipes | Couleurs | Conférences | Entraîneurs                      | Bilans | Classements avant le bowl | Classements avant le bowl | Classements avant le bowl |
| --- | -------- | ----------- | -------------------------------- | ------ | ------------------------- | ------------------------- | ------------------------- |
| Équipes | Couleurs | Conférences | Entraîneurs                      | Bilans | CFP                       | AP                        | Coaches                   |
| Buckeyes d'Ohio State                                                                                      |          | B10         | Ryan Day (en) (6e saison)        | 12-2   | no 6                      | no 6                      | no 7                      |
| Longhorns du Texas                                                                                         |          | SEC         | Steve Sarkisian (en) (4e saison) | 13 - 2 | no 3                      | no 4                      | no 4                      |
| - Arbitre : Jerry Magallanes (ACC) - Équipe donnée favorite par les bookmakers : Ohio State par 5 ½ points |          |             |                                  |        |                           |                           |                           |

### Buckeyes d'Ohio State
Ohio State termine la saison régulière avec 10 victoires pour 2 défaites (7-2 en matchs de conférence) et se classe 4e de la Big Ten Conference derrière #1 Oregon, #4 Penn State et #8 Indiana. Ils ont rencontré en saison régulière, trois équipes classées dans le Top 25 : défaite 21-32 contre #3 Oregon, victoires 20-13 contre #3 Penn State et 38-15 contre #5 Indiana.
Désignés à l'issue de la saison régulière, no 6 aux classements CFP et l'AP et no 7 au classement Coaches, les Buckeyes sont qualifiés pour le tournoi du College Football Playoff 2024.
Ils battent lors du premier tour, les Volunteers du Tennesse 17 à 42. À l'occasion du Rose Bowl 2025, ils battent en quart de finale du CFP, les Ducks de l'Oregon sur le score de 41 à 21. Ils affichent ainsi un bilan de 12 victoires pour 2 défaites avant d'aborder leur 4e Cotton Bowl Classic (bilan de 2 victoires, 1 défaite), le 59e bowl de leur histoire.
| Saisons | Dates            | Vainqueurs     | Scores  | Finalistes    | Bilan   |
| ------- | ---------------- | -------------- | ------- | ------------- | ------- |
| 1986    | 1er janvier 1987 | #11 Ohio State | 28 - 12 | #8 Texas A&M  | V : 1-0 |
| 2017    | 29 décembre 2017 | #5 Ohio State  | 24 - 07 | #8 USC        | V : 2-0 |
| 2023    | 29 décembre 2023 | #9 Missouri    | 14 - 03 | #7 Ohio State | D : 2-1 |

| Logo     | Postes             | Joueurs                                          | Statistiques                                                      |
| -------- | ------------------ | ------------------------------------------------ | ----------------------------------------------------------------- |
|          | Quarterback        | Will Howard                                      | 268/369 passes réussies pour 3 490 yards, 32 TDs, 9 interceptions |
| Coureur  | Treveyon Henderson | 126 courses pour 925 yards nets gagnés et 10 TDs |                                                                   |
| Receveur | Jeremiah Smith     | 70 réceptions pour 1 224 yards et 14 TDs         |                                                                   |

### Longhorns du Texas
Texas termine la saison régulière avec un bilan de 11 victoires et 1 défaites (7-1 en matchs de conférence) et perd la finale de conférence SEC, 19 à 22 contre Georgia.
Ils terminent ainsi deuxième de leur conférence.
Désignés no 3 au classement final du CFP et no 4 aux classements AP et Coaches, les Longhorns sont qualifiés pour le tournoi du CFP 2024.
Considérés comme tête de série no 5 du tournoi, ils battent lors du premier tour, les Tigers de Clemson 12 à 5. À l'occasion du Peach Bowl 2025, ils battent en quart de finale du CFP, les Sun Devils d'Arizona State sur le score de 39 à 31. Ils affichent ainsi un bilan de 13 victoires pour 2 défaites avant d'aborder leur 23e Cotton Bowl Classic (bilan de 11 victoires, 10 défaites et 1 nul), le 62e bowl de leur histoire
| Saisons | Dates            | Vainqueurs     | Scores  | Finalistes            | Bilan     |
| ------- | ---------------- | -------------- | ------- | --------------------- | --------- |
| 1983    | 2 janvier 1983   | #7 Georgia     | 10 - 09 | #2 Texas              | D : 9-8   |
| 1990    | 1er janvier 1991 | #4 Miami (Fl.) | 46 - 03 | #3 Texas              | D : 9-9   |
| 1998    | 1er janvier 1999 | #20 Texas      | 38 - 11 | #25 Mississippi State | V : 10-9  |
| 1999    | 1er janvier 2000 | #11 Arkansas   | 27 - 06 | #21 Texas             | D : 10-10 |
| 2002    | 1er janvier 2003 | #9 Texas       | 35 - 20 | LSU                   | V : 11-10 |

| Logo     | Postes             | Joueurs                                           | Statistiques                                                       |
| -------- | ------------------ | ------------------------------------------------- | ------------------------------------------------------------------ |
|          | Quarterback        | Quinn Ewers                                       | 270/406 passes réussies pour 3 189 yards, 29 TDs, 11 interceptions |
| Coureur  | Quintrevion Wisner | 209 courses pour 1 018 yards nets gagnés et 5 TDs |                                                                    |
| Receveur | Matthew Golden     | 56 réceptions pour 936 yards et 9 TDs             |                                                                    |

## Résumé du match
Joué en indoor (stade fermé). Début du match à  18 h 45 locales, fin à  22 h 09 locales pour une durée totale de jeu de 0 h 0 min,.
| QT            | Temps         | Drive         | Drive         | Drive         | Équipe        | Description de l'action | Score | Score |
| ------------- | ------------- | ------------- | ------------- | ------------- | ------------- | --- | ----- | ----- |
| QT            | Temps         | Jeux          | Yards         | TDP           | Équipe        | Description de l'action | OSU   | TEX   |
| 1             | 07:24         | OSU           | 10            | 64            | 04:18         | TD à la suite de'une course de 9 yards par le RB Quinshon Judkins (+ 1 pt de conversion par le K Jayden Fielding)             | 7     | 0     |
|               |               |               |               |               |               | |       |       |
| 2             | 00:29         | TEX           | 7             | 59            | 01:23         | TD de 18 yards par le RB Jaydon Blue (passe du QB Quinn Ewers + 1 pt de conversion par le K Will Stone)                       | 7     | 7     |
| 2             | 00:13         | OSU           | 1             | 75            | 00:16         | TD de 75 yards par le RB TreVeyon Henderson (passe du QB Will Howard + 1 pt de conversion par le K Jayden Fielding)           | 14    | 7     |
|               |               |               |               |               |               | |       |       |
| 3             | 03:12         | TEX           | 12            | 67            | 05:18         | TD de 26 yards par le RB Jaydon Blue (passe du QB Quinn Ewers + 1 pt de conversion par le K Will Stone)                       | 14    | 14    |
|               |               |               |               |               |               | |       |       |
| 4             | 07:02         | OSU           | 13            | 88            | 07:45         | TD à la suite d'une course de 1 yard par le RB Quinshon Judkins (+ 1 pt de conversion par le K Jayden Fielding)               | 21    | 14    |
| 4             | 02:13         | OSU           | 10            | 58            | 04:49         | TD à la suite d'un fumble adverse retourné sur 83 yards par le DE Jack Sawyer (+ 1 pt de conversion par le K Jayden Fielding) | 28    | 14    |
| Score final : | Score final : | Score final : | Score final : | Score final : | Score final : | Score final : | 28    | 14    |

## Statistiques
| Systèmes | Noms        | Postes | Équipe     |
| -------- | ----------- | ------ | ---------- |
| Attaque  | Will Howard | QB     | Ohio State |
| Défense  | Jack Sawyer | DE     | Ohio State |

| Statistiques                          | Buckeyes d'Ohio State                                  | Longhorns du Texas                                   |
| ------------------------------------- | ------------------------------------------------------ | ---------------------------------------------------- |
| 1er down                              | 18                                                     | 20                                                   |
| 1er down à la course                  | 5                                                      | 7                                                    |
| 1er down à la passe                   | 12                                                     | 10                                                   |
| 1er down suite pénalité               | 1                                                      | 4                                                    |
| Conversion de 3e down                 | 3/10                                                   | 5/15                                                 |
| Conversion de 4e down                 | 1/1                                                    | 1/3                                                  |
| Jeux–yards                            | 57 jeux pour 370 yards                                 | 68 jeux pour 341 yards                               |
| Yards à la course                     | 24 courses pour 81 yards (moyenne de 3,4 yards/course) | 29 courses pour 58 yards (moyenne de 2 yards/course) |
| Yards à la passe                      | 289                                                    | 283                                                  |
| Passes: Réussies-Tentées-Interceptées | 24/33 passes complétées, 1 interception                | 23/39 passes complétées, 1 interception              |
| Réussite en zone rouge/chances        | 2/2                                                    | 1/2                                                  |
| TD                                    | 1 à la passe, 2 à la course, 1 par la défense (pick-6) | 2 à la passe                                         |
| Field Goals                           | 0/0                                                    | 0:0                                                  |
| Sacks (Nombre-Yards)                  | 4 pour 27 yards adverses perdus                        | 2 pour 17 yards adverses perdus                      |
| Fumbles (Nombre/Perdus)               | 1/0                                                    | 3/1                                                  |
| Pénalités (Nombre/Yards perdus)       | 9 yards 75 perdus                                      | 5 yards 54 perdus                                    |
| Temps de possession                   | 31:28                                                  | 28:22                                                |

| Buckeyes d'Ohio State |                    | |
| Quarterback           | Will Howard        | 24/33 passes complétées, 289 yards, 1 interception, 1 TD, 2 sacks subis, évaluation QB de 150,2                                |
| Meilleur coureur      | TreVeyon Henderson | 6 courses pour 42 yards, moyenne de 7 yards/course                                                                             |
| Meilleur coureur      | Quinshon Judkins   | 6 courses pour 36 yards, 2 TD, moyenne de 4 yards/course                                                                       |
| Meilleur coureur      | Will Howard        | 7 courses pour 4 yards, moyenne de 0,6 yards/course                                                                            |
| Meilleur coureur      | Emeka Egbuka       | 1 course pour 0 yard |
| Receveurs             | Carnell Tate       | 7/9 réceptions pour 87 yards, moyenne de 12,4 yards/réc.                                                                       |
| Receveurs             | TreVeyon Henderson | 1 réception pour 75 yards, 1 TD                                                                                                |
| Receveurs             | Emeka Egbuka       | 5/7 réceptions pour 51 yards, moyenne de 10,2 yards/réc.                                                                       |
| Receveurs             | Gee Scott Jr.      | 5/5 réceptions pour 30 yards, moyenne de 6 yards/réc.                                                                          |
| Receveurs             | Quinshon Judkins   | 3/4 réceptions pour 22 yards, moyenne de 7,3 yards/réc.                                                                        |
| Receveurs             | Will Kacmarek      | 2/2 réceptions pour 21 yards, moyenne de 10,5 yards/réc.                                                                       |
| Receveurs             | Jeremiah Smith     | 1 réception pour 3 yards |
| Défenseurs            | Sonny Styles       | 9 plaquages dont 6 en solo, 3 TFL (13 yards), 1 sack (10 yards), 1 passe adverse déviée, 1 FF                                  |
| Défenseurs            | Cody Simon         | 7 plaquages dont 4 en solo |
| Défenseurs            | JT Tuimoloau       | 7 plaquages dont 3 en solo, 2 ½ TFL (10 yards), 1 ½ sack (8 yards)                                                             |
| Défenseurs            | Jordan Hancock     | 6 plaquages dont 5 en solo, 1 passe adverse déviée, 1 pression sur QB                                                          |
| Défenseurs            | Caleb Downs        | 5 plaquages dont 4 en solo, 1TFL (2 yards), 1 interception (2 yards)                                                           |
| Défenseurs            | Jack Sawyer        | 3 plaquages dont 1 en solo, 1 TFL (9 yards), 1 sack (9 yards), 2 passes déviées, 2 pressions sur QB, 1 FF, FR transformé en TD |
| Longhorns du Texas    |                    | |
| Quarterback           | Quinn Ewers        | 23/39 passes complétées, 283 yards, 1 interception, 2 TDs, 4 sacks subis, évaluation QB de 131,7                               |
| Coureurs              | Quintrevion Wisner | 7 courses pour 87 yards, moyenne de 12,4 yards/course                                                                          |
| Coureurs              | Jaydon Blue        | 7 course pour 75 yards, 1 TD                                                                                                   |
| Coureurs              | Arch Manning       | 5 courses pour 52 yards, moyenne de 10,2 yards/course                                                                          |
| Coureurs              | Ryan Wingo         | 5 courses pour 30 yards, moyenne de 6 yards/course                                                                             |
| Coureurs              | Jerrick Gibson     | 5 courses pour 22 yards, moyenne de 7,3 yards/course                                                                           |
| Coureurs              | Quinn Ewers        | 1 course pour 3 yards |
| Receveurs             | Jaydon Blue        | 5/6 réceptions pour 59 yards, 2 TDs, moyenne de 11,8 yards/réc.                                                                |
| Receveurs             | Matthew Golden     | 2/3 réceptions pour 51 yards, moyenne de 25,5 yards/réc.                                                                       |
| Receveurs             | Gunnar Helm        | 2/3 réceptions pour 42 yards, moyenne de 21 yards/réc.                                                                         |
| Receveurs             | Quintrevion Wisner | 6/8 réceptions pour 42 yards, moyenne de 7 yards/réc.                                                                          |
| Receveurs             | DeAndre Moore Jr.  | 4/7 réceptions pour 31 yards, moyenne de 7,8 yards/réc.                                                                        |
| Receveurs             | Silas Bolden       | 1 réception pour 24 yards |
| Receveurs             | Ryan Wingo         | 1 réception pour 22 yards |
| Receveurs             | Isaiah Bond        | 1 réception pour 8 yards |
| Receveurs             | Juan Davis         | 1 réception pour 4 yards |
| Défenseurs            | Jahdae Barron      | 6 plaquages dont 4 en solo |
| Défenseurs            | Anthony Hill Jr.   | 6 plaquages dont 1 en solo, ½ TFL (7 yards), ½ sack (7 yards)                                                                  |
| Défenseurs            | Andrew Mukuba      | 6 plaquages dont 3 en solo |
| Défenseurs            | Colin Simmons      | 4 plaquages dont 2 en solo, 2 passes adverses déviées                                                                          |
| Défenseurs            | Vernon Broughton   | 1 plaquage en solo, 1 TFL (10 yards), 1 sack (10 yards), 1 FF                                                                  |